# Popradské pleso
Le Popradské pleso est un lac d’origine glaciaire de Slovaquie. Il est situé dans le massif des Hautes Tatras. Sa surface est de 6,88 ha, sa profondeur de 17 m à une altitude de 1 494 m. 